# Molophilus cristiferus
Molophilus cristiferus là một loài ruồi trong họ Limoniidae. Chúng phân bố ở miền Australasia.